# Давыдов, Александр Львович (инженер)
Александр Львович Давы́дов (1919—1997) — российский инженер, лауреат Сталинской премии первой степени (1951).

## Биография
Родился в Петрограде.
С 1938 года учился в ЛЭТИ (радиотехнический факультет).
В 1941—1945 годы служил в РККА, командир радиовзвода, лейтенант. Демобилизован по инвалидности (после ранения была ампутирована нога).
В 1946 году возобновил учёбу в ЛЭТИ и после окончания работал там же.
С 1960-х годов научный сотрудник НИИ судостроительной промышленности.

Умер 11 марта 1997 года. Похоронен в Пушкине.

## Признание
- Сталинская премия первой степени (1951) — за изобретение ультразвукового микроскопа, усовершенствование и промышленное освоение методов ультразвуковой дефектоскопии.
- орден Красной Звезды
- орден Отечественной войны I степени
- орден Отечественной войны II степени
- медаль «За отвагу»
- медаль «За оборону Ленинграда».